# 孔扎-德拉坎帕尼亚
孔扎-德拉坎帕尼亚（義大利語：Conza della Campania），是意大利阿韦利诺省的一个市镇。总面积52.14平方公里，人口1433人，人口密度27.5人/平方公里（2009年）。ISTAT代码为064030。